# Wegkreuz (Stralsbach, Zur Bergkirche)

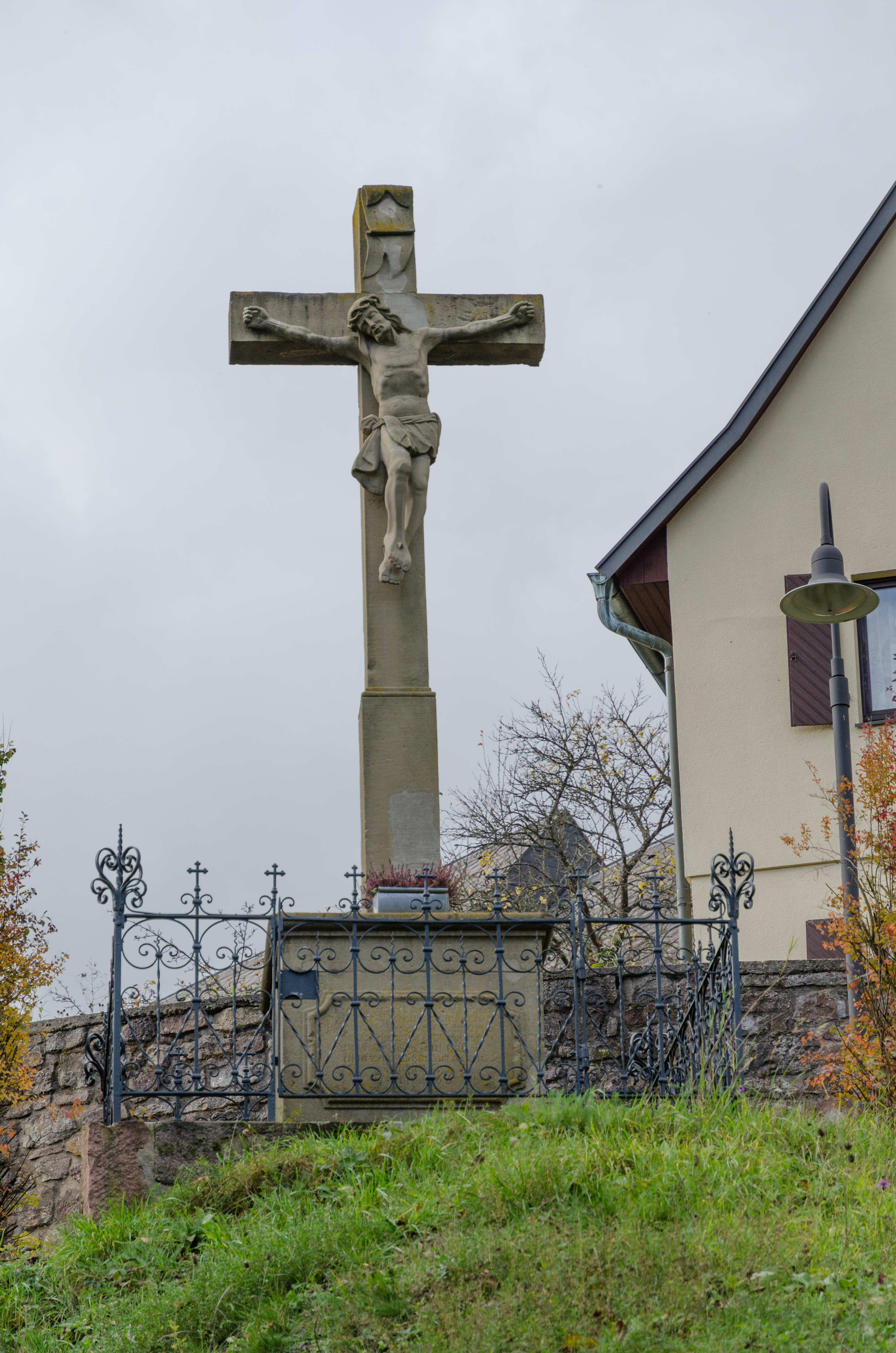
Wegkreuz in Stralsbach, Zur Bergkirche

Das Wegkreuz Zur Bergkirche befindet sich in Stralsbach, einem Gemeindeteil des Marktes Burkardroth im unterfränkischen Landkreis Bad Kissingen in der Straße Zur Bergkirche am Kirchberg beim Pfarrhaus.
Das Wegkreuz gehört zu den Baudenkmälern von Burkardroth und ist unter der Nummer D-6-72-117-101 in der Bayerischen Denkmalliste registriert.

## Beschreibung
Das 394 cm hohe Wegkreuz besteht aus gelbem Sandstein und entstand im Jahr 1766.
Das Wegkreuz besteht aus einem sechsteiligen Sockel, einem dreiteiligen Kreuz, einem Korpus und einer verzaunten Kleinanlage. In der 2,07 m × 2,00 m großen, auf einem Steinsockel befindlichen Kleinanlage, die von einem 90 cm hohen, schmiedeeisernen Zaun umgeben ist, steht ein Tischsockelkreuz. Der Tischsockel hat eine Höhe von 94 cm. Auf einer Basis mit den Abmessungen 103 cm × 103 cm befindet sich ein 80 cm hohes Sockelprisma mit den Abmessungen 90 cm × 98 cm aus Falz, Kehle, Wulst und kleiner Platte.
Das 300 cm Kreuz besteht aus einem 89 cm hohen Schaftsockel (Abmessungen: 26,5 cm × 24 cm, Schaftquerschnitt: 21,5 cm × 21,5 cm), einem Schaft, zwei jeweils etwa 50 cm langen Querbalken, die von Eisenklammern zusammengehalten werden, einem etwa 105 cm hohen Korpus und einem Inschriftzettel von etwa 40 cm Höhe mit der Inschrift INRI. An der Schauseite befindet sich eine 74 cm × 40 cm große Kartusche mit kreisförmig eingebogenen Ecken. Die Inschrift in gotischer Schrift ist teilweise lesbar:

„O mensch betracht den heillandt dein!

den hier dier fröstelt dis bilt aus sandstein; leit dies

zu herzen fasse Dir! den Stein ein Stein sein lasse!

Gott zu ehren haben Andreas Metz und sein ehelichen Hausfrau

(en) elisawetta metten aufrichten

zu lassen

1766“